# Władysław Siła-Nowicki

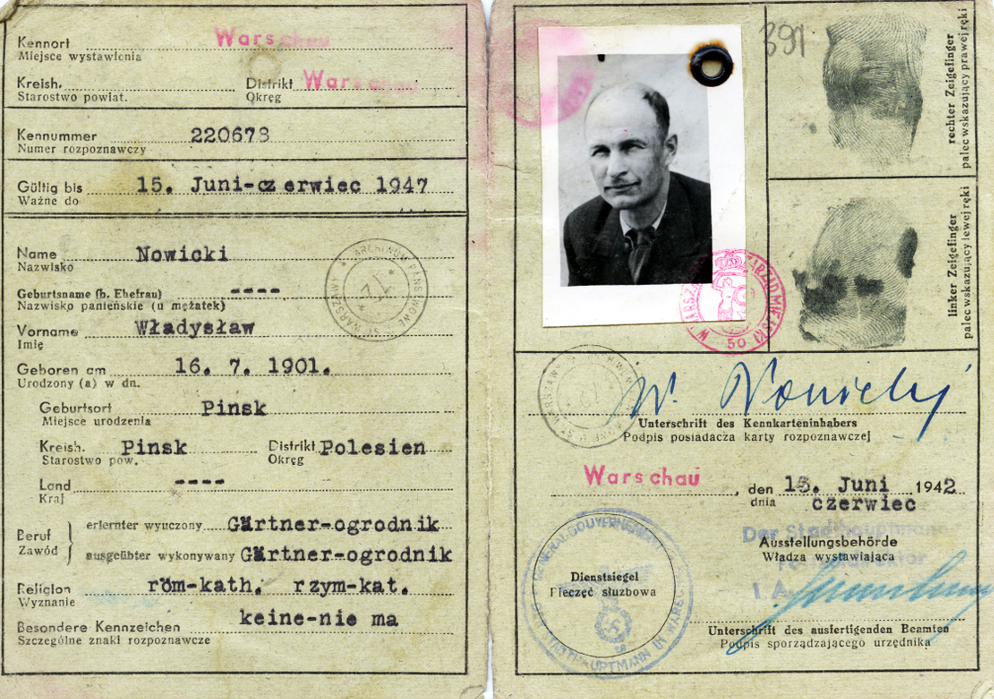
Kenkarta Władysława Siły-Nowickiego z okresu okupacji niemieckiej 1942

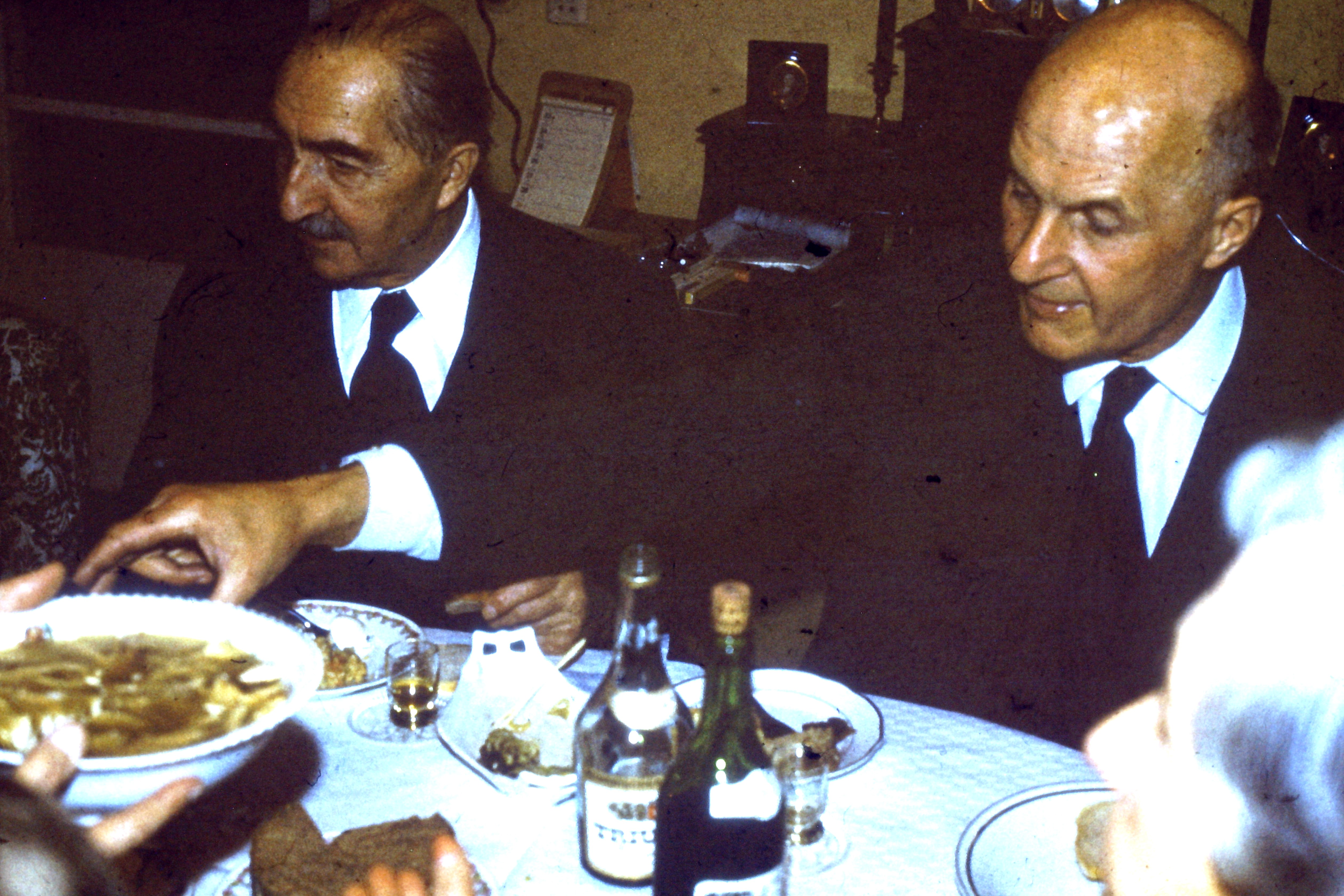
Władysław Siła-Nowicki (z prawej) i jego kuzyn prof. Jerzy Sienkiewicz (z lewej), z wizytą u rodziny Masłowskich, Podkowa Leśna, zdjęcie z około 1970

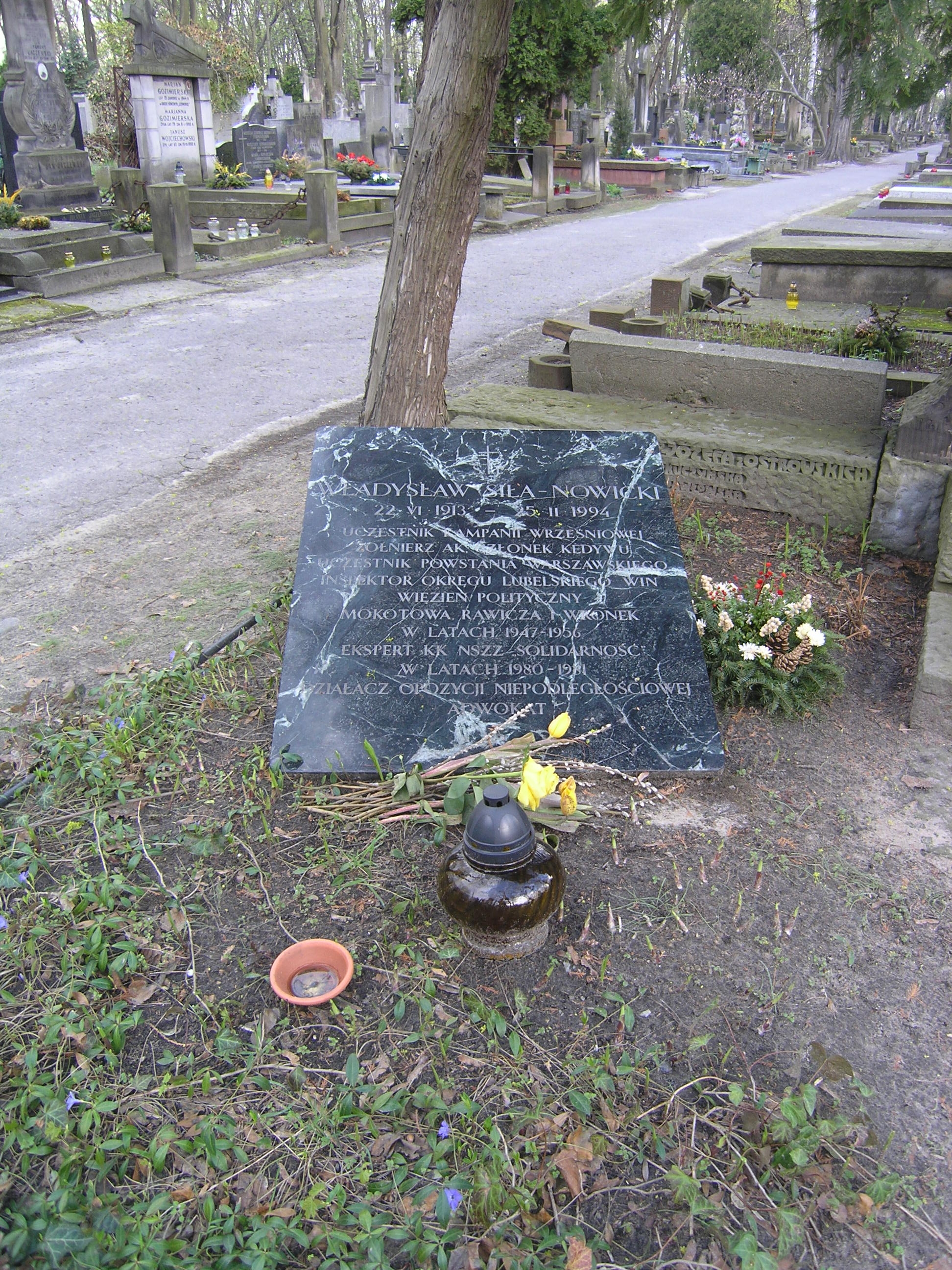
Grób Władysława Siły-Nowickiego na Starych Powązkach w Warszawie (stan na kwiecień 2012)

Władysław Siła-Nowicki (ur. 22 czerwca 1913 w Warszawie, zm. 25 lutego 1994 tamże) – polski adwokat, działacz polityczny, uczestnik wojny obronnej Polski w 1939, żołnierz Armii Krajowej oraz Zrzeszenia „Wolność i Niezawisłość”, działacz opozycji antykomunistycznej w PRL, współpracownik KOR, sędzia Trybunału Stanu w latach 1992–1993, współtwórca i pierwszy prezes Chrześcijańsko-Demokratycznego Stronnictwa Pracy.

## Życiorys
W 1935 został absolwentem Wydziału Prawa Uniwersytetu Warszawskiego. Od 20 września 1935 do 15 lipca 1936 uczył się w Szkole Podchorążych Rezerwy Kawalerii w Grudziądzu, a następnie odbył dwumiesięczne ćwiczenia w 22 pułku ułanów w Brodach. W latach 1936–1939 odbył aplikację adwokacką pracując jednocześnie w Ministerstwie Wyznań Religijnych i Oświecenia Publicznego. Na stopień podporucznika rezerwy został mianowany ze starszeństwem z 1 stycznia 1938 i 60. lokatą w korpusie oficerów kawalerii.
W czasie kampanii wrześniowej 1939 walczył jako dowódca plutonu łączności 6 pułku strzelców konnych. Po rozbiciu pułku 11 września postanowił wycofać się do Warszawy. Zorganizował grupę rozbitków, która brała udział w obronie starego Otwocka. 19 września został ciężko ranny w lewe przedramię.
Ostatecznie udało mu się przedostać do Warszawy, a następnie udał się do Beresteczka na terenie okupacji sowieckiej, gdzie 21 października wziął zaplanowany wcześniej ślub, po czym powrócił do Warszawy. Tutaj został żołnierzem Służby Zwycięstwu Polski, później ZWZ-AK (posługiwał się pseudonimem Stefan). W tym czasie działał w podziemnym Stronnictwie Pracy. W latach 1943–1944 dowodził drużyną Kedywu AK. Walczył także w powstaniu warszawskim.
Swą działalność w AK kontynuował w Zrzeszeniu „Wolność i Niezawisłość” w Lublinie, gdzie w latach 1945–1946 był także wiceprezesem zarządu wojewódzkiego Stronnictwa Pracy. Został aresztowany wraz z podkomendnymi 16 września 1947 w Nysie podczas próby ucieczki na Zachód. W czasie śledztwa był torturowany. Podczas niejawnej rozprawy 3 listopada 1948 w Wojskowym Sądzie Rejonowym w Warszawie, oprócz Władysława Siły-Nowickiego i mjr. Hieronima Dekutowskiego, na ławie oskarżonych zasiedli ich podkomendni: kpt. Stanisław Łukasik ps. „Ryś”, por. Jerzy Miatkowski ps. „Zawada” – adiutant, por. Roman Groński ps. „Żbik”, por. Edmund Tudruj ps. „Mundek”, por. Tadeusz Pelak ps. „Junak”, por. Arkadiusz Wasilewski ps. „Biały”. Wszystkich oskarżonych, w celu propagandowym i osobistego ich poniżenia, odziano w mundury Wehrmachtu. Zostali skazani na karę śmierci przez Wojskowy Sąd Rejonowy w Warszawie.
Trafił do celi dla „kaesowców”, gdzie przebywało wówczas ponad sto osób. Na przełomie stycznia i lutego 1949 podjęli oni próbę ucieczki – postanowili wywiercić dziurę w suficie i przez strych dostać się na dach jednopiętrowych zabudowań gospodarczych, a stamtąd zjechać na powiązanych prześcieradłach i zeskoczyć na chodnik przy ulicy Rakowieckiej. Kiedy do zrealizowania planu zostało ledwie kilkanaście dni, jeden z więźniów kryminalnych uznał, że akcja jest zbyt ryzykowna i wsypał uciekinierów, licząc na złagodzenie wyroku. Władysław Siła-Nowicki i Hieronim Dekutowski trafili na kilka dni do karceru, gdzie siedzieli nago, skuci w kajdany. Bolesław Bierut dzięki wstawiennictwu spowinowaconej z rodziną Nowickich Aldony Dzierżyńskiej, siostry Feliksa Dzierżyńskiego (dwaj bracia Dzierżyńskiego ożenili się z dwiema siostrami ojca Władysława Siły-Nowickiego), zamienił mu wyrok na dożywocie. Na pozostałych współoskarżonych w sprawie wykonano w dniu 7 marca 1949 karę śmierci w warszawskim więzieniu mokotowskim. Wyrok dożywocia odbywał w Warszawie, Rawiczu, Wronkach i Strzelcach Opolskich. Z więzienia wyszedł w wyniku amnestii 1 grudnia 1956. Został zrehabilitowany w 1957.
Po wyjściu z więzienia był obrońcą w procesach rehabilitacyjnych żołnierzy AK i WiN. Od 1961 działał w warszawskim Klubie Inteligencji Katolickiej. Był doradcą prawnym Episkopatu Polski. Był jednym z sygnatariuszy Listu 59.
Był obrońcą w procesach kryminalnych (m.in. tzw. sprawie połanieckiej) i politycznych m.in. KOR, KPN, a także członków „Solidarności” w okresie stanu wojennego (m.in. w procesie 21), bronił również Świadków Jehowy, w procesach za odmowę służby wojskowej. Od 1980 był doradcą NSZZ „Solidarność”. Od 1986, ze strony Episkopatu Polski, był członkiem Rady Konsultacyjnej przy Przewodniczącym Rady Państwa Polskiej Rzeczypospolitej Ludowej Wojciechu Jaruzelskim. Na jej forum domagał się wyjaśnienia okoliczności zbrodni katyńskiej. Wchodził w skład władz Chrześcijańsko-Demokratycznego Stronnictwa Pracy (w latach 1989–1992 prezes), które reaktywował w lutym 1989. Jego obie córki, Agnieszka Dąbrowska i Maria Nowicka-Marusczyk, także były zaangażowane w działalność opozycyjną w okresie PRL.
W lutym 1989 wszedł w skład działającej przy Radzie Ochrony Pamięci Walk i Męczeństwa Komisji do spraw Upamiętnienia Ofiar Represji Okresu Stalinowskiego. Brał udział w obradach Okrągłego Stołu (od 6 lutego do 5 kwietnia 1989) po stronie koalicyjno-rządowej. W trakcie obrad wnioskował o uczczenie minutą ciszy zamordowanych w tym samym roku księży Stefana Niedzielaka i Stanisława Suchowolca (wypowiedź ta została ocenzurowana w relacji TVP). Pracował jako osoba niezależna w Zespole do Spraw Reform Politycznych. Jako kandydat niezależny brał udział w wyborach do Sejmu kontraktowego, przegrywając rywalizację w swoim okręgu z Jackiem Kuroniem. Zgłosił swą kandydaturę w wyborach prezydenckich w 1990, nie udało mu się jednak zebrać wymaganych 100 tys. podpisów. W wyborach parlamentarnych w 1991 bez powodzenia kandydował do Sejmu z listy Chrześcijańskiej Demokracji.
Został pochowany na cmentarzu Powązkowskim kwatera 195 rząd 5-6 kwatera 28-30.

## Życie prywatne
Jego żoną była Irena Siła-Nowicka. Mieli córki: Agnieszkę Dąbrowską oraz Marię Nowicką-Marusczyk.

## Ordery i odznaczenia
Zarządzeniami prezydenta RP z 11 listopada 1990 na uchodźstwie Ryszarda Kaczorowskiego został odznaczony Krzyżem Komandorskim Orderu Odrodzenia Polski. Pośmiertnie, postanowieniem prezydenta Lecha Kaczyńskiego z 28 sierpnia 2006 „za wybitne zasługi w działalności na rzecz przemian demokratycznych w Polsce, za osiągnięcia w pracy zawodowej i społecznej”, został odznaczony Krzyżem Wielkim Orderu Odrodzenia Polski, który został przekazany 1 września tego samego roku, w czasie uroczystości 26. rocznicy podpisania Porozumień Sierpniowych w Gdańsku.